# Херт (Виргиния)
Херт (англ. Hurt) — город в округе Питсилвейния  в штате Виргиния США. По данным переписи 2020 года, численность населения составляла 1267 человек.

## Население
| 2000 | 2010  | 2020  |
| ---- | ----- | ----- |
| 1276 | ↗1304 | ↘1267 |